# Teodor Shteingel
Barone Fëdor Rudol'fovič Štejngel' (in russo Фёдор Рудольфович Штейнгель?; in tedesco Theodor von Steinheil; San Pietroburgo, 9 dicembre 1870 – Dresda, 11 aprile 1946) è stato un archeologo, filantropo e politico ucraino.

## Biografia

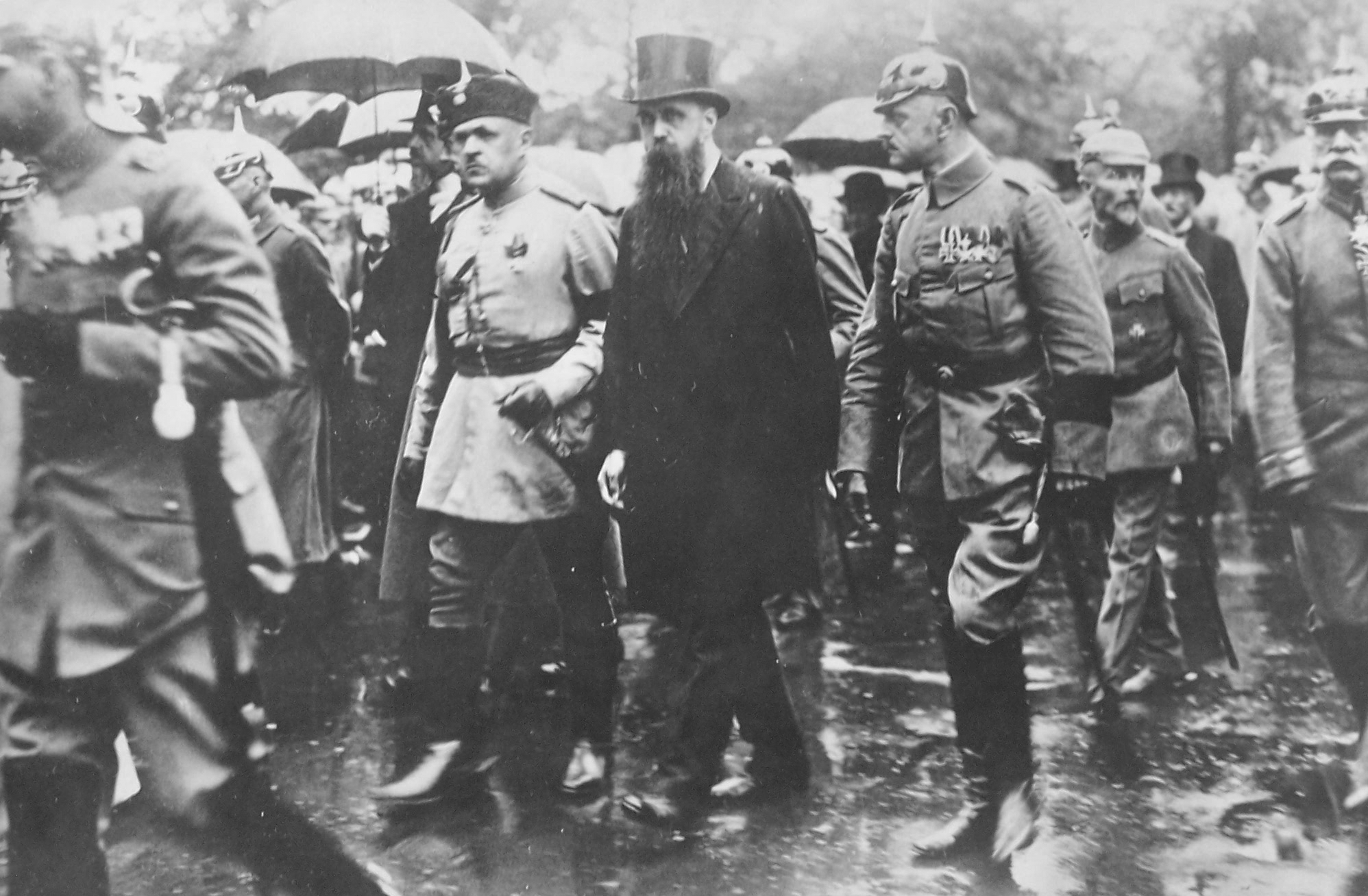
Rifat Pasha (ambasciatore della Turchia) e Teodor Shteingel (ambasciatore dell'Ucraina) al funerale di Hermann von Eichhorn

Figli del tedesco del Baltico Rudol'f e dell'ucraina Marija Kamin'skyj, ebbe tre fratelli: Ivan, Serhij e Volodymyr. Dopo essersi laureato all'università di Kiev, fondò una scuola, un ospedale, una cooperativa e una sala di lettura a Horodok, nell'oblast' di Rivne. Infine, nel 1902, contribuì al Museo Horodok, dove depositò le sue collezioni archeologiche, storiche ed etnografiche.
Nel 1906 fu eletto deputato di Kiev alla prima Duma di Stato dell'Impero russo, entrando a far parte del caucus ucraino. Divenne membro del Partito democratico ucraino e vicepresidente della Società scientifica ucraina. Dopo la rivoluzione di febbraio del 1917 presiedette il comitato esecutivo della Duma della città di Kiev, precursore della Central'na Rada. Nel 1918 fu inviato come inviato diplomatico a Berlino dal secondo etmanato ucraino. Successivamente tornò nell'Ucraina occidentale negli anni venti, ma partì per la Germania nel 1939.
Si sposò tre volte ed ebbe quattro figli: dal primo matrimonio Boris, dal secondo matrimonio Volodymyr e Mykola (morto durante l'infanzia), dal terzo matrimonio Fedir.

## Palazzo di Shteingel ad Horodok

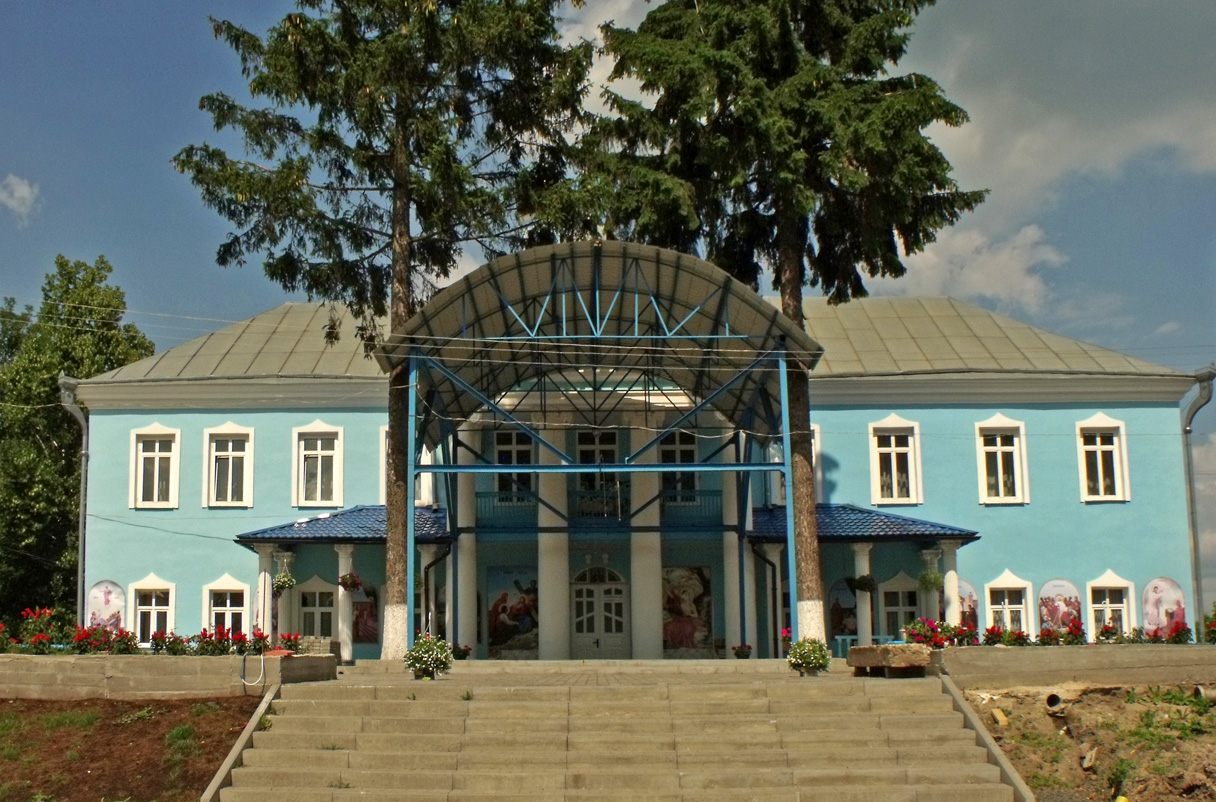
Il palazzo di Shteingel a Horodok, ora parte del Convento di San Nicola

Il palazzo di Shteingel è conservato come sito parte del patrimonio culturale ucraino.